# Tavis Hansen
Tavis Svend Hansen (* 17. Juni 1975 in Prince Albert, Saskatchewan) ist ein ehemaliger kanadischer Eishockeyspieler, der im Verlauf seiner aktiven Karriere zwischen 1993 und 2007 unter anderem 36 Spiele für die Winnipeg Jets bzw. Phoenix Coyotes in der National Hockey League auf der Position des rechten Flügelstürmers bestritten hat. Hauptsächlich spielte Hansen aber in der American Hockey League, aber ebenso in Japan und Österreich.

## Karriere
Hansen verbrachte seine Juniorenzeit zwischen 1993 und 1995 bei den Tacoma Rockets in der Western Hockey League. Nachdem dem Stürmer in seinem Rookiejahr 54 Scorerpunkte gelungen waren, wurde er im NHL Entry Draft 1994 in der dritten Runde an 58. Stelle von den damaligen Winnipeg Jets aus der National Hockey League ausgewählt. Der Power Forward verblieb noch ein weiteres Jahr im Juniorenbereich, ehe er am Ende der Saison 1994/95 in einer Partie für die Jets in der NHL debütierte.
Mit Beginn der Spielzeit 1995/96 stand Hansen im Kader der Springfield Falcons aus der American Hockey League. Diese kooperierten als Farmteam mit den Winnipeg Jets. Durch die Umsiedlung des Jets-Franchises vom kanadischen Winnipeg ins US-amerikanische Phoenix im Sommer 1996 gehörte der Kanadier fortan den Phoenix Coyotes an. Dort spielte er die folgenden fünf Jahre weiterhin für das Farmteam in Springfield, davon in den letzten beiden Jahren zwischen 1999 und 2001 als Mannschaftskapitän. In diesem Zeitraum wurde Hansen auch immer wieder in den NHL-Kader der Coyotes beordert und absolvierte insgesamt 35 Spiele. Die meisten davon in der Saison 1998/99, als er 20 Partien bestritt. Aufgrund einer Armverletzung kam der Stürmer in den Spieljahren 2000/01 und 2001/02 – letztere verbrachte er in Diensten der Hershey Bears aus der AHL – nur zu etwas mehr als 60 Einsätzen binnen der zwei Jahre. Dennoch fand er, nachdem er seinen Einjahresvertrag in Hershey erfüllt hatte, in den San Jose Sharks einen neuen Arbeitgeber, die ihn als Free Agent für zwei Jahre verpflichteten. Die Sharks setzten Hansen ausschließlich in der AHL bei ihrem Farmteam Cleveland Barons ein.
Zum Sommer 2004 verließ Hansen den nordamerikanischen Kontinent und sammelte für ein Jahr Erfahrungen im asiatischen Raum. Er schloss sich dem japanischen Klub Ōji Eagles an, mit dem er in der Asia League Ice Hockey auflief. Zudem gewann er mit dem Team die All Japan Ice Hockey Championship, den japanischen Pokalwettbewerb. Nach nur einem Jahr in Japan wechselte der Angreifer nach Europa, wo er zwei Jahre lang beim österreichischen Traditionsverein HC Innsbruck in der Erste Bank Eishockey Liga auflief. Nach der Saison 2006/07 erklärte der 32-Jährige seine aktive Karriere für beendet.

## Erfolge und Auszeichnungen
- 2005 Gewinn der All Japan Ice Hockey Championship mit den Ōji Eagles

## Karrierestatistik
(Legende zur Spielerstatistik: Sp oder GP = absolvierte Spiele; T oder G = erzielte Tore; V oder A = erzielte Assists; Pkt oder Pts = erzielte Scorerpunkte; SM oder PIM = erhaltene Strafminuten; +/− = Plus/Minus-Bilanz; PP = erzielte Überzahltore; SH = erzielte Unterzahltore; GW = erzielte Siegtore; 1 Play-downs/Relegation; Kursiv: Statistik nicht vollständig)